# Anki Elken
Anki Elken, född 1967  i Norrköping, är bosatt i Sollentuna. Hon varit ordförande för Sveriges Kvinnolobby och vice ordförande i Fredrika-Bremer-Förbundet.När Anki Elken under fyra år ledde Sveriges Kvinnolobby, satte hon fokus på frågor som rör kvinnor och miljö. Under hennes ledning deltog en projektgrupp vid FN:s miljömöte i Johannesburg i Sydafrika.  År 2006 valdes hon till ersättare i Sveriges riksdag för Centerpartiet.  2010 valdes hon in i styrelsen för International Alliance of Women.
I januari 2015 utsågs Anki till goodwill-ambassadör för organisationen Glöm aldrig Pela och Fadime (GAPF), som har utsett ett antal ambassadörer som under 2015 särskilt ska arbeta med att motverka hedersrelaterat våld.
Anki var under tre år ledamot i regeringens JA-delegation. Delegationen hade i uppdrag att fokuserar på jämställdhet i arbetslivet.
Från december 2018 till februari 2019 var Anki anställd inom Proffice Group som efter hösten 2015 förvärvades av det holländska bolaget Randstad.
Från den 1 mars 2019 är Anki Elken generalsekreterare för stiftelsen Star för Life.